# 奧爾南河
奧爾南河（法語：Ornain，法語發音：[ɔʁnɛ̃]）是法國的河流，位於該國東北部，屬於索河的右支流，河道全長116.2公里，流域面積913平方公里，發源自贡德勒库尔堡附近，平均流量每秒11立方米。

## 外部連結
- http://www.geoportail.fr （页面存档备份，存于）
- Sandre数据库中的奧爾南河